# 中华人民共和国外国中央银行财产司法强制措施豁免法
《中华人民共和国外国中央银行财产司法强制措施豁免法》是一部中华人民共和国法律，该法律于2005年10月25日在第十届全国人民代表大会常务委员会通过，并于2005年10月25日起施行。

## 立法缘由
《中华人民共和国外国中央银行财产司法强制措施豁免法》的第一条是“中华人民共和国对外国中央银行财产给予财产保全和执行的司法强制措施的豁免；但是，外国中央银行或者其所属国政府书面放弃豁免的或者指定用于财产保全和执行的财产除外。”

## 实施
《中华人民共和国外国中央银行财产司法强制措施豁免法》的最后一条是“本法自公布之日起施行。”
本法律已被列入香港基本法附件三，但香港特别行政区既未在当地公布实施也未立法实施。